# Rugby à XIII féminin
Le rugby à XIII féminin est le rugby à XIII joué uniquement par des femmes. Des clubs intégralement féminins existent en Australie, en Grande-Bretagne et en Nouvelle-Zélande, à la fois supervisés par les organisations de ces différents pays et sur le plan international par la Women's & Girls Rugby League. 
Au niveau international, l'Australie, la France, la Grande-Bretagne et la Nouvelle-Zélande s'affrontent régulièrement lors de la Coupe du monde de rugby à XIII féminin, dont la première édition a eu lieu en 2000. 
Quelques autres nations commencent, fin des années 2010, à pratiquer le rugby à XIII féminin :  l'Italie, la Serbie, ainsi que des nations mélanésiennes. 

## Instances dirigeantes

### Women's & Girls Rugby League
Le Women & Girls Rugby League est l'organisation sportive internationale de rugby à XIII féminin qui a été créée en 2000, conjointement avec la première Coupe du monde de rugby à XIII féminin. 
L'organisation supervise actuellement le déroulement des rencontres internationales de rugby à XIII féminin et aide à l'organisation national du rugby à XIII dans plusieurs pays.

### Australian Women's Rugby League
L'Australian Women's Rugby League (AWRL) est l'organisation sportive de rugby à XIII en Australie et dans d'autres pays de l'Océanie. Elle a été créée en 1993. Elle a mis cinq ans à être reconnue par l'Australian Rugby League, qui supervise actuellement sa gestion.
L'AWRL est composées de sous-organisations au niveau des différents états australien : la Queensland Women's Rugby League, la New South Wales Women's Rugby League, la Canberra Women's Rugby League et la Western Australian Women's Rugby League.
L'équipe australienne de rugby à XIII féminin est souvent surnommée les Australian Jillaroos.
En Nouvelle-Zélande, où la Rugby League possède également une section féminine, l'équipe nationale est dénommée " Kiwi Ferns" (les fougères).

### Women's Rugby League Association
La Women's Rugby League Association (WRLA) est l'organisation sportive gérant le rugby à XIII féminin au Royaume-Uni. Elle est actuellement supervisée par la Rugby Football League qui l'a reconnue dès sa création en 1985.
Début 2006, il y avait entre trente et quarante clubs de rugby à XIII féminin en Angleterre et ce sans compter les clubs ayant des équipes à la fois masculines et féminines. La majorité de ses clubs se trouvent à Lancashire et Yorkshire.
L'équipe britannique de rugby à XIII féminin est souvent surnommée les Great Britain Lionesses (lionnes de Grande-Bretagne).

### En France
Il existe un Championnat national regroupant une vingtaine d'équipes, réparties en 2 divisions.
L'équipe girondine de Biganos-Facture est championne de France (2014 et 2015). 
L'équipe de France ne dispute pas la Coupe du monde 2017 en Australie, en raison de difficultés financières. Elle est en revanche pressentie pour disputer la suivante en 2021.

### Et ailleurs
Des nations de l'hémisphère sud (hors Australie et Nouvelle Zélande) possèdent a minima des clubs de rugby à XIII féminin, qui participent à des championnats plus ou moins structurés.
En Europe, l'Italie dispose depuis la fin des années 2010, d'une équipe nationale qui dispute quelques test-matchs contre l'équipe de France. La Serbie semble également décidée à développer cette discipline, sa fédération commençant à communiquer sur les réseaux sociaux sur l'existence de sélections féminines. La Grèce créé son équipe féminine en 2019.

## International
Les équipes s'affrontant  sont généralement les suivantes :
| Nation           | Confédération | Année d'inscription | Classement |
| ---------------- | ------------- | ------------------- | ---------- |
| Australie        | Océanie       | 1993                | 2e         |
| France           | Europe        | -                   | 4e         |
| Grande-Bretagne  | Europe        | 1985                | 3e         |
| Nouvelle-Zélande | Océanie       | 1993                | 1er        |

### Coupe du monde féminine de rugby à XIII
La Coupe du monde féminine de rugby à XIII a lieu pour la première fois en Grande-Bretagne lors de l'édition 2000 (en), en même temps que la Coupe du monde masculine de rugby à XV. Elle voit s'affronter huit équipes, dont les équipes d'Australie, de France, de Grande-Bretagne et de Nouvelle-Zélande. Celle-ci remporte ce tournoi inaugural, puis gagne l'édition 2005 (en), qui a lieu chez elle. Elle remporte également la troisième édition, en 2008, disputée en Australie.
La dernière compétition (en) se déroule en 2013, en Grande-Bretagne, en même temps que la coupe du monde masculine, et voit l'Australie s'imposer.